# Ционизам
Ционизам је политички покрет Јевреја (па и неких нејевреја) да се Јевреји врате у Земљу Израел (хебр.  [] — Ерец Јисраел). Наиме, идеја ционизма није била Ерец Израел (Земља Јевреја), била је принудно рашчишћавање Јевреја ван Европе. Реч Цион представља библијски израз повезан са Јерусалимом (Псалми, 126, 1), Натан Бирнбаум је 1885. срочио израз „ционизам“ да би означио политичка настојања да се Јевреји врате у Израел. Ова жудња за повратком током векова се јавља у многим делима хебрејске књижевности. Модерни ционизам израстао је из пропасти јеврејске еманципације и оживљавања антисемитизма у Европи 19. века. Суочени са руским погромима и суђењем Драјфусу у Француској, Леон Пинскер и Теодор Херцл су независно један од другог дошли до закључка да је изгнаност ненормално стање и да нејеврејски свет није заштитио Јевреје. Била је потребна домовина у којој би Јевреји могли бити попут свих других нација, са сопственом земљом и језиком.
Ни Херцл ни Пинскер нису инсистирали да та земља буде Палестина. Свака је територија, кадра да прихвати одређени број избеглица, одговарала тој сврси. Они су се, међутим, разликовали по својој процени нејевреја. Херцл је сматрао да ће светске силе помоћи његовој мисији, док је Пинскер дигао руке од нејеврејске помоћи, подстичући Јевреје да своје проблеме решавају путем „самоеманципације“. О тим и другим разликама расправљано је на Првом ционистичком конгресу (у Базелу у Швајцарској, 1897), који је окупио активисте разних боја чији је циљ било стварање једне међународне повеље која би Јеврејима осигурала домовину. Касније су организоване банка и предузеће за колонизацију како би се покрету обезбедила чврста финансијска основа.

Херцлова идеја је била да сви Јевреји живе у Уганди, али ортодоксни су видели овај покрет као шансу да Јевреји живе у Јерусалиму и инсистирали су да то буде Ерец Израел.
Упркос Херцловим напорима да одржи јединство, ционизам је често био узрок сукоба у јеврејском животу. Међу ортодокснима, неки рабини су му се супротстављали као забрањеном покушају да се успостави месијанско доба, као што су чинили и рани реформистички Јевреји који су ционизам сматрали националистичком формулацијом у супротности с њиховим схватањем јудаизма као чисте религије. Након Херцлове смрти 1904, вођство покрета прешло је у руке „практичара“, пре свега Хаима Вајцмана. Као досељеник који је живео у Уједињеном Краљевству, он је имао значајног удела у добијању Балфорове декларације, изјаве из 1917. која је обећавала британску подршку јеврејској домовини у Палестини. Лига народа је 1923. доделила Британији мандат над Палестином ради припремања становништва за независност. Иронија је у томе што су слична обећања независности дата и арапском становништву.
Упоредо с тим развојем догађаја, Јевреји су се непрекидно досељавали у Палестину. Познате као алијош и подељене према историјским периодима, те су миграције помогле да се попуне земљорадничка насеља, да се земља отргне од пустиње и створе политичке и друштвене установе у том периоду. Крајем 19. века, досељавање је добило известан социјалистички тон. Нажалост, никада се није отворено погледало у очи стварности обостраног полагања права на Палестину. Под арапским притиском, Британци су 1939. објавили белу књигу којом је поништена Балфорова декларација, и ограничено досељавање Јевреја у Палестину, што је као чин добило посебан значај ако се има у виду успон нацизма.
Холокауст је, међутим, убедио јавно мњење у потребу за јеврејском државом и Уједињене нације су 1947. гласале у прилог поделе Палестине на јеврејску и арапску државу, што је Арапска лига одбацила, отпочевши рат с тек основаном јеврејском државом. До 1949. држава Израел је склопила примирје са својим противницима, освојивши борбом далеко већу територију него што јој је планом Уједињених нација било обећано. Израел је у наредних двадесет пет година бранио своју егзистенцију у још три рата.
Савремене ционистичке организације у дијаспори одражавају политичку обојеност својих раних вођа и укључују социјалистичке, религиозне и ревизионистичке групације које се обично деле на мушке, женске и омладинске огранке уједињене у националне федерације. Ове су, са своје стране, повезане са Израелом преко Јеврејске агенције, невладине установе која представља Израел пред осталим јеврејским заједницама. Ционистичка идеологија изложена је великим дипломатским притисцима који су кулминирали резолуцијом Уједињених нација из 1975. која ционизам повезује са расизмом. Мада је резолуција прошла, она је такође привукла многе који су били на периферији подршке ционизму да узму активног учешћа у њему.

## Историја
Још од првих векова нове ере већина Јевреја је живела ван Државе Израел (Ерец Израел, познатије већини као Палестина) али упркос томе на том простору су они били константно присутни. Према Јудаизму, Ерец Израел је земља коју је Бог дао Јеврејима.
Након великих устанака у првом и другом веку нове ере, Римљани су потпуно искоренили Јевреје на простору Јудеје, чије су име променили у Syria Palaestina. Ово је резултирало у формирању јеврејске дијаспоре.
| Година | Муслимани          | Јевреји          | Хришћани        | Остали         | Укупно    |
| ------ | ------------------ | ---------------- | --------------- | -------------- | --------- |
| 1922.  | 486.177 (74,91%)   | 83.790 (12,91%)  | 71.464 (11,01%) | 7.617 (1,17%)  | 649.048   |
| 1931.  | 493.147 (64,32%)   | 174.606 (22,77%) | 88.907 (11,60%) | 10.101 (1,32%) | 766.761   |
| 1941.  | 906.551 (59,68%)   | 474.102 (31,21%) | 125.413 (8,26%) | 12.881 (0,85%) | 1.518.947 |
| 1946.  | 1.076.783 (58,34%) | 608.225 (32,96%) | 145.063 (7,86%) | 15.488 (0,84%) | 1.845.559 |

У 19. веку идеја повратка у Цион је почела да добија на популарности, нарочито у Европи, где је антисемитизам и насиље над јеврејима постајало све чешће. Тако долази до миграција у Палестину и пре 1897. године која се сматра годином почетка практиковања ционизма.
Прве миграције су забележене 1882. године. Највише избеглица је долазило из Русије, услед масивних прогона и бежећи од Погрома. Они су углавном основали велики број пољопривредних насеља потпомогнути јеврејима из западне Европе. Следећем таласу избеглица ће претходити Руска револуција и нацистички прогони.
Током 1890-их Теодор Херцл је у ционизам унео нову идеологију и правац деловања који је резултирао првим ционистичким конгресом 1897. године у Базелу у Швајцарској. На њему је основана Светска ционистичка организација (WZO). Херцлове намере су биле да иницира почетак припрема за стварање јеврејске државе. Покушаји преговора са владаром Палестине, Османлијским царством, су пропале и политичка потпора је била потребна. WZO је помагао изградњу мањих јеврејских насеља у Палестини и јачање свести Јевреја о потреби стварања заједничке домовине. Организација је и радила на ширењу њеног утицаја у целом свету.
Ипак, Херцлова дипломатија и даље није имала успеха. Колонизација Палестине је слабо напредовала а ствар је додатно погоршао нови талас насиља у Руској империји. У Кишињеву је у априлу 1903. године убијено 45 Јевреја, 1000 рањено те је запаљено и опљачкано 2000 њихових кућа и радњи. Иницијатор погрома је био Вјачеслав фон Плехве, тадашњи руски министар унутрашњих послова.
Исте године у Русији су се појавили чувени Протоколи ционских мудраца који су доказивали јеврејску заверу са масонима. Још увек се спори о аутентичности овог документа. То је послужило тадашњим властима као повод за даље погроме. Настаје план назван три трећине којим трећина Јевреја треба да буде побијена, трећина покрштена и трећина протерана.
Теодор Херцл у аугусту 1903. године, без консултација са осталим вођама покрета, одлази у главни град Царске Русије, Санкт Петербург где се састаје са креатором погрома, Вјачеславом фон Плехвеом. Руска влада је издала декларацију у којој наводи да неће сметати јеврејској колонизацији Палестине него да ће је још и помагати и заузети се за њу у међународним круговима. Међутим, испоставило се да су та обећања била лажна те су погроми настављени и тако одлазак руских Јевреја у западну Европу и САД.
Руска империја због свог третирања Јевреја је означено као историјски непријатељ јеврејског народа. Како је већина утицајних циониста било са немачког говорног подручја, седиште WZO-а је било у Берлину. Касније на почетку Првог светског рата, већина Јевреја (као и циониста) је подупирало Немачку у рату са Русијом.
Ционисти су се тада окренули ка западу, тачније ка британској влади у Лондону. Руководили су се чињеницом да Велика Британија као водећа светска сила има своје интересе на Блиском истоку и у решавању јеврејског питања, јер се велики број прогнаних Јевреја управо уселио у Британију.
Већ раније, 1902. године тадашњи британски министар колонија Џозеф Чемберлејн је Херзлу предложио Египат, тада у саставу Османлијског царства, као место за насељавање Јевреја. Тачна локација је био град Ал-Ариш на северном делу полуострва Синаја. Међутим, египатска влада се повукла из тог пројекта због немогућности наводњавања тог подручја водом из реке Нил. Постоје и мишљења да је ипак Порта вршила притисак на локалну владу.
Херцл је једном од тадашњих најмоћнијих Јевреја и спонзору ционистичког покрета, Барону Валтеру Ротшилду написао: Нисам обесхрабрен. Већ имам нови план, а један врло моћан човек ми је спреман помоћи. Тај човек је био британски министар колонија Чембрлејн који је наставио помогати. Он је Херцлу као место за насељавање Јевреја предложио источну афричку државу Уганду, тачније појас уз границу са Кенијом од 5 - 6 хиљада квадратних километара погодан за узгој пољопривредних култура.
Тај план је услед потребе проналаска брзог решења за све тежи положај Јевреја у Европи прихваћен. Ипак то ционизам увлачи у велику кризу. Највећи део противника су били руски Јевреји и долази до подела унутар друштва које кулминира 6. ционистичким конгресом одржаном у Базелу.
Већ озбиљно болесни Теодор Херцл је одржао свој чувени говор уз окачену карту Уганде иза себе:
„Понуда се састоји у аутономној колонизацији Источне Африке (Уганда) тј. са јеврејском администрацијом и локалном владом, на челу са високим јеврејским функционерима, који ће, наравно, бити подређени енглеској врховној контроли. Имајући у виду положај јудејства и хитност изналажења пута да се тај положај поправи, сматрао сам обавезним да затражим дозволу Енглеза да ову понуду пренесем Конгресу. Сматрам да Конгрес треба да прихвати ову понуду. Ова понуда нам је учињена на начин који омогућава да поправимо положај нашег народа и олакшамо његову несрећу, не одричући се при томе великих принципа нашег покрета. Истина, Уганда није Цион, и то не може никада бити. То је само замена која поприма национални и политички карактер. Ми још не можемо дати знак нашем народу да крене у Палестину и то нећемо учинити. Афрички предлог је само мера, чији је циљ да се ублажи трагична ситуација и да се спасе од уништења разбацана стабла јеврејског народа због неизвесности садашњих филантропских акција.”
Иако се о овоме говорило и пре овог конгреса, ова могућност је изазвала велике поделе унутар покрета. На челу противника овог плана је био и Хаим Вајцман, касније два пута председник Светске ционистичке организације, који је рекао: Ако су британска влада и народ оно што ја мислим, онда ће нам понудити нешто боље. Источноевропски Јевреји су били против и слања комисије у Уганду која би испитала околности. Ипак пришло се гласању којим је за слање комисије било 295, против 177 и уздржаних 132 посланика.
Након овог конгреса, дошло је до јасне поделе на ционистичке ционисте, који су се искључиво залагали за државу у Палестини и територијалне ционисте који су пристајали на стварање државе било где у свету. Противници Херцла му све више почињу замерати, посебно на дипломатским активностима без сагласности конгреса и на наводној изјави у Санкт Петербургу којом је руске Јевреје назвао атеистима и револуционарима. Територијалисти су оптуживани да подржавају асимилацију, да су им ближи филантропи попут Ротшилда, занемарују колонизацију Палестине итд. Наредне године, приликом Херцлове посете Риму, Папа не даје подршку ционистичким настојањима речима: Јевреји нису признали нашег Господа, ми не можемо признати Јевреје. Нешто касније Херцл умире у 45. години живота.
Рад организације се дефинитивно окреће стварању државе на простору Палестине. Године 1917. се издаје Балфоурова декларација којом влада Велике Британије даје безрезервну и безусловну помоћ стварању државе за све Јевреје на простору Палестине. Ствара се ционистичка војска која ће помагати британску која је добила мандат над Палестином 1922. године одлуком Лиге народа:
Мандат (…) ће осигурати успостављање јеврејске домовине, као што је већ наведено, и органа државне власти те сигурност и слободу вероисповјести за све грађане, без обзира на расу и религију.
Битна улога Хаима Вајцмана у стварању Балфоурове декларације га промовише у новог председника организације. Он је на тој позицији и дочекао стварање Израела 1948. године и постао први председник те државе у историји.
Јеврејске миграције у Палестину и раширена куповина земље од тадашњих феудалних земљопоседника доводи до мањка слободног простора и честих немира, најчешће покренутих од самих земљопоседника. У побунама 1920, 1921. и 1929. године дошло је и до великих погубљења Јевреја. Иако су њихове имиграције Британци увелико подржавали, ограничења су се морала увести због реакција арапског становништва.
Године 1933. Адолф Хитлер долази на власт у Немачкој и Нирнбершким законима две године касније Јевреје у Нацистичкој Немачкој, а нешто касније у Аустрији и Чешкој, прави избеглицама без своје земље. Исто су доживљавали Јевреји и у осталим државама нацистичких савезника. Ово је све подстакло и Побуну палестинских арапа у периоду од 1936. до 1939. године. Британци су формирали Пил комисију да испита овај случај. Иако није узимала у обзир ситуацију Јевреја у Европи, тражила је дводржавно решење и обавезан долазак имиграната из угрожених подручја. Али Влада у Лондону је одбила ово и 1939. године издала Бели Папир. Он је предвиђао крај јеврејских имиграција до краја 1944. године и то максимално 75.000 имиграната. Ово је било погубно за европске Јевреје ионако у већ тешкој ситуацији. Велика Британија је поштовала овај документ све до краја мандата над Палестином.
Након Другог светског рата и холокауста, огромни талас Јевреја без своје државе, највећи део преживјелих из холокауста је кренуо да мигрира ка Палестини углавном у мањим бродовима. Британци су их скретали ка Кипру где су били изграђени избеглички кампови или их враћали у Немачку у део под контролом савезника. Ово је резултирало масивном јеврејском подршком ционизму и ускраћивању економске помоћи САД Великој Британији, а затим нападима циониста на Британце у Палестини. Како је Британско царство дошло пред банкрот, ово питање су морали проследити новоформираним Уједињеним нацијама.
Године 1947. је УН-ова комисија за Палестину предложила да би западна Палестина требало да буде подељена на јеврејски, арапски и део под контролом Уједињених нација око Јерусалема. Овај план је усвојен на скупштини одржаној 29. новембра 1947. године, резолуцијом УН ГА 181, са 33 гласа за, 13 против а 10 делегата није било присутно. Ово је довело до славља међу Јеврејима у Палестини. Међутим, Палестинци су били против овога и одбили ово, тражећи једну државу и уклањање пристиглих Јевреја, што је довело до почетка Арапско-Израелског рата.
Дана 14. маја 1948. године завршетком британског мандата, проглашена је држава Израел. Истог дана војска седам арапских земаља је напала Израел. Ово је све довело до одласка 711000 Палестинаца из својих домова и око 850000 Јевреја из свих држава арапског света, највише у Израел.
Од формирања Израела Светска ционистичка организација је највише била посвећена охрабривању и помоћи Јевреја који су долазили у Израел. То је произвело велику међународну потпору за стварање државе, али проблеми унутар државе су били све већи. Највећи успеси од 1948. су били велико насељавање Израела и борба за права Јевреја у тадашњем СССР.